# Смольська Аделаїда Костянтинівна
Аделаїда Костянтинівна Смольська (22 грудня.1927 — 10 червня.2004) — філолог-славіст, професор.

## Біографія
А. К. Смольська народилася 22 грудня 1927 року в сім'ї військовослужбовця в Свердловській області РСФРР.
В 1950 році закінчила філологічний факультет Одеського державного університету. Потім до 1953 року навчалася в аспірантурі при кафедрі російської мови Одеського педагогічного інституту ім. К. Д. Ушинського, де її науковим керівником був професор С. П. Дудкін. В 1953—1956 роках викладала у педагогічному інституті в Станіславі (Івано-Франківськ).
В 1956 році захистила дисертацію «Суффиксы эмоциональной оценки в языке произведений  А. М. Горького» та здобула науковий ступінь кандидата філологічних наук. З 1956 року працювала в Одеському державному університеті імені І. І. Мечникова старшим викладачем, доцентом кафедри російської мови, а з 1968 року — доцентом, а згодом  — професором кафедри загального і слов'янського мовознавства.
Захистивши у 1993 році у Московському університеті  ім. Ломоносова дисертацію «Развитие  именного словообразования в сербохорватском языке: фемининативы», А. К. Смольська стала єдиним в Україні доктором наук із сербокроатистики. В 1994 році присвоєно вчене звання професор.
Померла 10 червня 2004 року в Одесі. Похована на 2-му християнському кладовищі.

## Наукова діяльність
У формуванні славістичних інтересів А. К. Смольської велику роль відіграли тривалі відрядження в зарубіжні слов'янські країни: в 1965—1968 роках вона викладала російську мову в Белградському університеті (Югославія), а в 1976—1978 роках — у Пловдивському університеті (Болгарія). Вчена досліджувала передусім проблеми словотворення південнослов'янських та східнослов'янських мов, що стало основою її докторської дисертації. Вона працювала також над проблемами висвітлення граматичних категорій, взаємодії семантичних і граматичних категорій, історії слов'янознавства, публікувала статті, присвячені старослов'янським пам'яткам, міфології південних слов'ян, сербським слідам у топонімії України. У її наукових розвідках «Инославянские следы в топонимической системе юга Украины» (у співавторстві з Ю. О. Карпенко, 1993 р.), "Актуальные проблемы «Хиландарских листков» (у співавторстві з Д. С. Іщенко, 1997 р.), «Семантическая категория лица/не-лица и средний род в славянских языках» (1998 р.) та збірнику праць «Славянские студии» (2001 р.) сформульовано основні постулати розвитку системи граматичного роду в слов'янських мовах.
Всього вона опублікувала понад 130 праць. Брала участь у роботі Міжнародних з'їздів славістів у Празі (1968), Києві (1983), Братиславі (1993), Кракові (1998), багатьох міжнародних конференцій в Україні, Білорусі, Росії, Болгарії, Югославії. А. К. Смольська стала ініціатором і активним учасником міжнародних Кирило-Мефодіївських конференцій, які з 1995 року регулярно проводяться на базі Одеського національного університету і завершуються виданням чергового випуску «Слов'янського збірника», відомого не лише в Україні, а й за її межами.

### Праці
- Русское словообразование./ А. К. Смольская, Д. Митев. — София, 1978.  — 133 с.
- Језичка норма и фемининуми у српскохрватском језику // Научни састанак слависта у Вукове дане. — Београд, 1980. — Т. 10. — С. 109—115.
- Инославянские следы в топонимической системе юга Украины // ХІ Міжнародний з'їзд славістів: Слов'янське мовознавство. Доповіді. — К.: Наукова думка, 1983. — С. 185—199.
- Диахронные константы славянского именного словопроизводства и феминные суффиксы  в сербохорватском литературном языке // Советское  славяноведение. — М., 1987. — № 3. — С. 75 — 82.
- Об изучении южнославянских языков и литератур в Одесском университете (1945−1985) // Славянская филология. — Л., 1988. — № 6. — С. 117−126.
- Вук Караджич и закономерности сербохорватского словообразования // Зборник Матице српске за филологију и лингвистику. — Нови Сад, 1990. — Књ. ХХХІ/І. — С. 107—112.
- Об изменениях в именном словообразовании сербского литературного языка ХІХ в.// Слов'янський збірник. — Вип. 2. — Одеса: Астропринт, 1996. — С. 137—146.
- Болгаристика в Одесском университете/ А. К. Смольская, В. А. Колесник. // Наша школа. — 1999. — № 2/3. — С. 191—194;

## Нагороди
- Орден Кирила та Мефодія I ст.[ru] (Болгарія).
- Медаль «1300 років Болгарії».
- Почесна грамота Міністерства вищої освіти СРСР.